# Polyarthra pumilio
Polyarthra pumilio is een raderdiertjessoort uit de familie Synchaetidae. De wetenschappelijke naam van deze soort is voor het eerst geldig gepubliceerd in 1941 door Wulfert.